# Cims borrascosos (pel·lícula de 1939)
 Cims borrascosos  (títol original en anglès: Wuthering Heights) és una pel·lícula estatunidenca dirigida per William Wyler i estrenada el 1939. És una adaptació de la novel·la del mateix títol d'Emily Brontë publicada el 1847.
És una pel·lícula de drama romàntic produïda per Samuel Goldwyn i protagonitzada per Merle Oberon, Laurence Olivier i David Niven. La pel·lícula només representa 16 dels 34 capítols de la novel·la, eliminant la segona generació de personatges. La novel·la va ser adaptada per a la pantalla per Charles MacArthur, Ben Hecht i John Huston. El repartiment de suport compta amb Flora Robson i Geraldine Fitzgerald.
Es va rodar principalment a Thousand Oaks, Califòrnia, amb escenes rodades al Parc Regional de Wildwood i a l'actual espai que ocupa la Universitat Luterana de Califòrnia.
La pel·lícula va guanyar el 1939 el premi de la crítica de cinema de Nova York a la millor pel·lícula. Va obtenir nominacions a vuit premis de l'Acadèmia, incloent a la millor pel·lícula, millor director i millor actor en el que molts consideren el millor any de Hollywood. El premi de l'Acadèmia de 1940 a la millor fotografia, categoria en blanc i negre, va ser atorgat a Gregg Toland pel seu treball. Nominat a la banda sonora original, però perdent davant El màgic d'Oz, va ser el prolífic compositor de pel·lícules Alfred Newman, el commovedor del qual "Cathy's Theme" fa tant "per mantenir la seva vida com una obra mestra del cinema romàntic".
El 2007, Cims Borrascosos, va ser seleccionat per a la seva preservació al National Film Registry dels Estats Units per la Biblioteca del Congrés com a "important cultural, històricament o estèticament".
Va estar doblada al català el 1994.

## Argument
Els Earnshaws són terratinents en l'Anglaterra del segle xix. Un dia el pare arriba a casa des de la ciutat amb un noi que s'anomena Heathcliff (Laurence Olivier). El fill, Hindley (Hugh Williams), el rebutja, però en canvi la seva germana Cathy (Merle Oberon) hi estableix una estreta relació d'amistat. Després de la mort dels pares, els joves són independents i feliços, si bé segueix l'enemistat de Hindley envers Heathcliff. Les coses canvien quan Cathy comença a veure Edgar (David Niven), el fill d'un ric veí.

## Repartiment
- Merle Oberon: Cathy
- Laurence Olivier: Heathcliff
- David Niven: Edgar Linton
- Flora Robson: Ellen
- Donald Crisp: Dr. Kenneth
- Geraldine Fitzgerald: Isabella Linton
- Hugh Williams: Hindley
- Leo G. Carroll: Joseph
- Miles Mander: Lockwood
- Cecil Kellaway: Earnshaw

## Premis i nominacions

### Premis
- 1940: Oscar a la millor fotografia per Gregg Toland

### Nominacions
- 1940: Oscar a la millor pel·lícula
- 1940: Oscar al millor director per William Wyler
- 1940: Oscar al millor actor per Laurence Olivier
- 1940: Oscar a la millor actriu secundària per Geraldine Fitzgerald
- 1940: Oscar al millor guió adaptat per Charles MacArthur i Ben Hecht
- 1940: Oscar a la millor direcció artística per James Basevi
- 1940: Oscar a la millor banda sonora per Alfred Newman